# 莫蘭鎮區 (密歇根州)
莫蘭鎮區（英語：Moran Township）是位於美國密歇根州麥基諾縣的一個行政鎮區。

## 地方資料
莫蘭鎮區的面積為348.10平方千米，當中陸地面積為330.40平方千米，而水域面積為17.70平方千米。根據2020年美國人口普查的數據，當地共有人口1029人，而人口密度為每平方千米2.96人。